# ISO 19131
Lo standard ISO19131 - Data product specifications fa parte degli standard prodotti da ISO/TC211 e specifica i requisiti per definire le specifiche di dataset geografici (o serie di dataset) in maniera conforme agli altri standard ISO19100.
Questo standard verrà utilizzato per la definizione delle Data Specification Implementing Rules di INSPIRE.